# Hồng vệ binh
Hồng vệ binh hay là Vệ binh đỏ (giản thể: 红卫兵; phồn thể: 紅衛兵; bính âm: Hóng Wèibīng, chiến sĩ bảo vệ đỏ)  là danh xưng dùng để chỉ các thanh thiếu niên Trung Quốc được giáo dục tôn sùng chủ nghĩa Marx-Lenin và tư tưởng Mao Trạch Đông. Trong Cách mạng văn hóa ở Trung Quốc thập niên 1960, lực lượng này được coi là xung kích trong việc đấu tranh, phá bỏ những tập tục phong kiến hủ lậu trong xã hội. Nhưng do tâm lý đám đông và sự non kém về nhận thức, dần dần lực lượng này đã trở nên quá khích, họ sử dụng bạo lực để phá hoại và cướp đoạt tài sản, thậm chí tra tấn, bức tử những cán bộ, đảng viên, tướng lĩnh và người dân bị họ cho là có âm mưu chống đối Mao Trạch Đông và Đảng Cộng sản Trung Quốc. Nạn nhân của các Hồng vệ binh bao gồm cả những lãnh đạo cao cấp trong Đảng Cộng sản Trung Quốc và Quân Giải phóng Nhân dân Trung Quốc.
Trong thời kỳ Cách mạng văn hóa, Hồng vệ binh đã gây hỗn loạn cho xã hội Trung Quốc, đình đốn sản xuất, hàng trăm ngàn đảng viên bị họ tấn công, nhiều bậc lão thành cách mạng, danh nhân văn hóa bị họ tra tấn, sỉ nhục, có những người phải tự sát vì uất ức. Trong chiến dịch Bốn dọn dẹp và tiêu diệt Bốn cái cũ, nhiều danh thắng và di sản văn hóa truyền thống của Trung Hoa bị lực lượng này phá hủy vì tưởng rằng như vậy là “tiêu diệt tàn dư phong kiến hủ lậu”. Đến khi cách mạng văn hóa kết thúc vào năm 1969, lực lượng này bị giải tán.

## Thành lập và phát triển

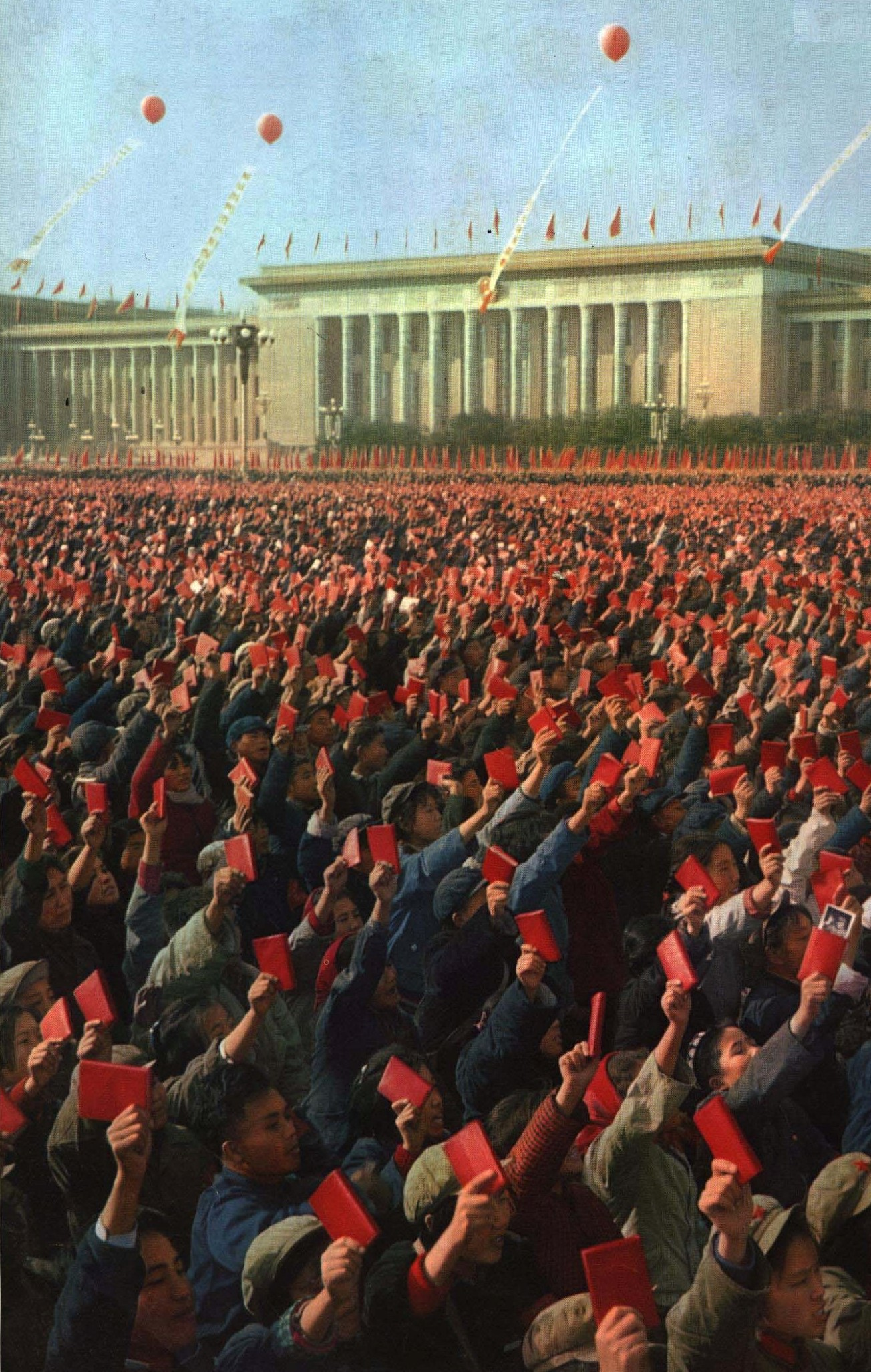
Hình ảnh các Hồng vệ binh tập hợp trước quảng trường Thiên An Môn năm 1967.

Ngày 29 tháng 5 năm 1966, tại Trường Trung học thuộc Đại học Thanh Hoa, đơn vị Hồng vệ binh đầu tiên được thành lập với mục đích là trừng phạt những lực lượng, cá nhân đi ngược lại nền văn hóa mới do Cách mạng văn hóa đề ra.
Ngày 1 tháng 8, Mao đích thân viết cho họ một bức thư ngỏ, bày tỏ "hậu thuẫn nồng nhiệt và tích cực". Sau đó ra lệnh phát sóng các tuyên ngôn của các Hồng vệ binh trên đài phát thanh quốc gia và công bố trên các tờ báo nhật báo. Được Mao Trạch Đông ủng hộ, các đơn vị Hồng vệ binh nhanh chóng phát triển khắp Trung Quốc.
Ngày 18 tháng 8 năm 1966, hàng triệu Hồng vệ binh từ khắp các nơi Trung Quốc tập trung về Bắc Kinh để nghe Mao Trạch Đông diễn thuyết. Xuất hiện tại quảng trường Thiên An Môn, vai Mao đeo băng đỏ để chứng tỏ ủng hộ phong trào và mục tiêu của nó. Trước hàng triệu Hồng vệ binh, Mao ca ngợi hành động của Hồng vệ binh là "phát triển Xã hội chủ nghĩa và dân chủ". Cũng trong cuộc mít tinh ngày 18 tháng 8, Lâm Bưu nói: "Chúng ta cần phải đánh đổ phái cầm quyền đi theo con đường tư bản chủ nghĩa, phải đánh đổ tất cả phái bảo hoàng tư sản, phải đánh đổ tất cả bọn đầu trâu mặt ngựa!". Hành động của Hồng vệ binh được Mao Trạch Đông ca ngợi, ngày 22 tháng 8 năm 1966, Mao ban hành một thông cáo chung, trong đó quy định cấm mọi sự can thiệp từ phía cảnh sát vào hoạt động của Hồng vệ binh. Người nào làm trái với Thông cáo đó sẽ bị coi là phản cách mạng.
Ngày 5 tháng 9 năm 1966, một thông cáo khác được ban hành khuyến khích tất cả Hồng vệ binh đến Bắc Kinh trong một quãng thời gian xác định. Tất cả chi phí, bao gồm ăn ở và đi lại sẽ được chính quyền chi trả.
Sau các cuộc diễu hành phô trương trong tháng Tám, những người lãnh đạo Cách mạng Văn hóa chỉ đạo cho Hồng vệ binh lập chiến dịch để tấn công tiêu diệt "Bốn cái cũ" của xã hội Trung Quốc (phong tục, văn hóa, tập quán và tư tưởng hủ lậu). Trong chiến dịch này, các nhóm Hồng vệ binh trở nên quá khích, nhiều công trình tôn giáo như chùa chiền, nhà thờ, tu viện Hồi giáo và các nghĩa trang bị đóng cửa, cướp phá hoặc bị đập bỏ. Một số di tich lịch sử bị lực lượng này đe dọa đập phá, khiến chính quyền phải cử quân đội tới bảo vệ (ví dụ như Tử Cấm Thành còn tồn tại là nhờ có sự bảo vệ của quân đội do Chu Ân Lai phái đến)
Theo một báo cáo chính thức trong tháng 10 năm 1966, Hồng vệ binh đã bắt giữ 22.000 "phản cách mạng"  nhiều người đã bị giết, bị tra tấn đến chết hoặc tự tử do không chịu được nhục nhã. Trong tháng 8 và tháng 9, chỉ riêng ở Bắc Kinh đã có 1772 người bị sát hại. Tại Thượng Hải, trong tháng 12 có 704 vụ tự tử...
Ngày 22 tháng 7 năm 1967, Giang Thanh chỉ đạo Hồng vệ binh có thể thay thế Quân đội Giải phóng Nhân dân Trung Hoa nếu cần thiết. Sau khi được sự khích lệ của Giang Thanh, Hồng vệ binh bắt đầu cướp phá các doanh trại và các tòa nhà quân đội. Hành động này kéo dài tới tận mùa thu năm 1968, mà không bị các tướng lĩnh quân đội ngăn chặn.

## Kết thúc
Sau một thời gian hoạt động, nhiều nhân vật cấp cao trong bộ máy Đảng Cộng sản Trung Quốc như: Lưu Thiếu Kỳ, Bành Đức Hoài, Đặng Tiểu Bình... đã bị Hồng Vệ binh bắt giữ, phải chịu tù đày; sự hỗn loạn do Hồng vệ binh gây ra trở nên nguy hiểm. Tháng 12 năm 1968, Mao cho triển khai Phong trào Tiến về nông thôn đưa hàng trăm ngàn thanh niên (nòng cốt của Hồng vệ binh) về các vùng nông thôn để sống, lao động và học hỏi kinh nghiệm của những người nông dân. Thực chất là tống họ về nơi mà họ ít có thể gây loạn nhất, Hồng vệ binh tan rã từ đây. Sau này, những người Trung Quốc ở tuổi 15 đến 25 trong thời Cách mạng Văn hóa thường được gọi là "Thế hệ bỏ đi" vì học hành dang dở.

## Những nhân vật bị Hồng vệ binh hãm hại
- Lưu Thiếu Kỳ: Vào rạng sáng ngày 10/4/1967, Hồng vệ binh xông thẳng tới nơi ở của vợ chồng Lưu Thiếu Kỳ tại Bắc Kinh, sau đó họ đưa ông tới Khai Phong[4] để tống giam ông vào ngục, ông Lưu bị cáo buộc là có âm mưu lật đổ Mao, chống phá Đảng và Nhà nước Trung Hoa. Ông Lưu bị giam giữ trong tình trạng mắc bệnh tiểu đường, hen suyễn, viêm phổi, phải nằm liệt giường trong suốt quãng đời còn lại. Ông qua đời vào năm 1969. Giấy chứng tử ghi họ tên của ông là Lưu Vệ Hoàng[5]; nghề nghiệp là vô nghề nghiệp. Vương Quang Mỹ, phu nhân của Lưu Thiếu Kỳ cũng bị Hồng vệ binh bắt giam cùng với chồng nhưng bà bị giam cầm ở một nhà tù nằm gần trường Đại học Thanh Hoa. Khi ở trong tù, bà đi tất lụa và giày cao gót, mặc bộ sườn xám, trên cổ đeo một sợi dây chuyền có chuỗi những bóng bàn. Bà bị giam cầm như vậy trong suốt 10 năm cho đến khi qua đời.
- Nguyên soái Bành Đức Hoài[6]: Mùa hè năm 1967, Hồng Vệ Binh do Vương Đại Tân [7] cầm đầu đã kéo đến tụ tập trước cửa nhà của ông Bành. Vì không thấy ông ra ngoài nên họ xông vào nhà rồi đấm đá túi bụi khiến ông bị thương nặng. Sau đó, họ tra khảo ông những câu hỏi sau:

1. Quan hệ của ông với các quan chức như Lưu Thiếu Kỳ, Đặng Tiểu Bình, Hạ Long rốt cuộc là quan hệ gì?
2. Có phải là ông đã phản đối việc Trung Quốc can thiệp vào cuộc chiến tranh Triều Tiên hay là không?
3. Mao Ngạn Anh (con trai của Mao Trạch Đông, tử trận ở Triều Tiên) rốt cuộc đã chết như thế nào? Chết từ bao giờ, và có phải là ông đã giết anh ta hay không? Phải chăng ông giết anh ta chỉ vì quá thù hận Mao Trạch Đông?
Thấy ông Bành còn ngoan cố không chịu trả lời, Hồng vệ binh dẫn Bành Đức Hoài về Bắc Kinh để ra hình phạt quản thúc tại gia cho ông. Ông bị phạt như vậy cho đến khi qua đời vào năm 1974.
- Đặng Tiểu Bình: Trong Cách mạng Văn hóa, Đặng Tiểu Bình luôn trở thành một trong những mục tiêu công kích kịch liệt của Hồng vệ binh. Trên các phương tiện truyền thông lúc bấy giờ, Hồng vệ binh đã cáo buộc ông Đặng là "đồng loã của Lưu Thiếu Kỳ", "kẻ hủy hoại thanh danh của Đảng và Nhà nước Trung Hoa". Mùa hè năm 1967, hàng ngàn Hồng vệ binh khi xử phạt Đặng Tiểu Bình tại nhà riêng của ông đã bắt ông "đi máy bay" (chúng bắt ông quỳ xuống đất, hai cánh tay giương cao về phía sau, đây là cách xử phạt tù nhân mà Hồng vệ binh rất thích). Con trai cả của Đặng Tiểu Bình là Đặng Phác Phương cũng thường xuyên bị Hồng vệ binh tra tấn dã man đến mức bị què cả hai chân.[8]